# Aleksandr Komin
Aleksandr Komin (Russisch: Александр Комин; Samara, 12 april 1995) is een Russisch wielrenner die in 2015 reed voor RusVelo.

## Carrière
In 2013 nam Komin onder andere deel aan Parijs-Roubaix voor junioren, waarin hij 59e werd. In september nam hij deel aan het wereldkampioenschap op de weg voor junioren, hierin eindigde hij op plek tachtig.
Komin begon het seizoen 2014 aanvankelijk zonder ploeg, maar tekende begin april alsnog een contract bij Russian Helicopters. In september nam hij wederom deel aan het wereldkampioenschap op de weg, ditmaal bij de beloften. In de wedstrijd die werd gewonnen door de Noor Sven Erik Bystrøm eindigde Komin op plek 95.
Een seizoen later zette hij een stap hogerop en tekende een contract bij het procontinentale team RusVelo. Hij debuteerde in de Ronde van Murcia. Zijn beste prestaties in dat seizoen waren een zestiende plek in de GP Izola en een twaalfde plek in de ploegentijdrit van de Ronde van Trentino. Zijn contract werd niet verlengd.
In 2017 werd Komin onder meer zevende in het eindklassement van de Vijf ringen van Moskou en vijfde in het nationale kampioenschap op de weg, waarin junioren en beloften samen reden.

## Overwinningen
2016
1e en 3e etappe Penza Stage Race
Eindklassement Penza Stage Race
4e etappe Udmurt Republic Stage Race
2018
2e etappe Izhevsk Stage Race
2e etappe Udmurt Republic Stage Race
1e etappe Samara Stage Race

## Ploegen
- 2014 –  Russian Helicopters  (vanaf 1-4)
- 2015 –  RusVelo

Andrejev · Antonov · Grigoriev · Jevtoesjenko · Koerbatov · Koestadintsjev · Komin · I. Kovaljov · J. Kovaljov · Leonov · Lobanov · Nytsj · Savitski · Sazanov · Tsjoersin · Zoebov
Arslanov · Balykin · Bojev · Firsanov · Foliforov · Ignatenko · Jersjov · Jevtoesjenko · Koerbatov · Koestadintsjev · Komin · Majkin · Nikolajev · Nytsj · Ovetsjkin · Pozdnijakov · Rybakov · Savitski · Serov · Solomennikov · Stasj